# Wishbone Falls
Wishbone Falls es una cascada en el parque nacional Mount Aspiring en la Isla Sur de Nueva Zelanda. Se encuentra en el curso del Wishbone Creek, que fluye unos cientos de metros detrás de la cascada hacia el río Matukituki, que a su vez pertenece al sistema fluvial del río Clutha. Su altura de caída es de 77 metros.
Se puede llegar a la cascada desde Wanaka en automóvil en aproximadamente 1 hora y media recorriendo una distancia de 49 km a través de la carretera Wanaka-Mount Aspiring Road, en gran parte sin pavimentar.